# مارك إدواردز (مقدم تلفزيوني)
مارك إدواردز (بالفرنسية: Marc Edwards)‏ هو مقدم تلفزيوني فرنسي، ولد في 11 نوفمبر 1980 في باريس في فرنسا.